# Leslie Keith Lockhart
Leslie Keith Lockhart, britanski general, * 1897, † 1966.